# Sceloporus pyrocephalus
Sceloporus pyrocephalus este o specie de șopârle din genul Sceloporus, familia Phrynosomatidae, descrisă de Cope 1864. A fost clasificată de IUCN ca specie cu risc scăzut. Conform Catalogue of Life specia Sceloporus pyrocephalus nu are subspecii cunoscute.